# Psallus salicis
Psallus salicis is een wants uit de familie van de blindwantsen (Miridae). De soort werd het eerst wetenschappelijk beschreven door Carl Ludwig Kirschbaum in 1856.

## Uiterlijk
De langwerpig gevormde blindwants heeft volledige vleugels en kan 3 tot 4.5 mm lang worden. De rode, bruinrode of roze wants is bedekt met goudkleurige haartjes. De kop en halsschild zijn oranje met bruine vlekjes. Het grijze doorzichtige gedeelte van de voorvleugels heeft lichte en donkere vlekken en witte aders. Het uiteinde van het hoornachtige gedeelte van de voorvleugels, de cuneus, is rood met een witte bovenrand en een witte punt aan de onderkant. De pootjes zijn geel met op de dijen donkere vlekken. De eerste twee segmenten van de antennes zijn geel, de laatste twee segmenten zijn donker geel.

## Leefwijze
Van juni tot september zijn de volwassen wantsen te vinden in broekbossen en parken en tuinen op witte els (Alnus incana) en zwarte els (Alnus glutinosa). De wants kent één generatie in het jaar en de wants doorstaat de winter als eitje.

## Leefgebied
In Nederland is de soort zeldzaam. Het verspreidingsgebied is Palearctisch, van Europa tot het Midden-Oosten, Rusland en japan in Azië. De wants is ook geïntroduceerd in Noord-Amerika.